# Birgit Plescher
Birgit Maria Plescher, geborene Schlung, (* 2. April 1966 in Wasserlos) ist eine ehemalige deutsche Basketballspielerin.

## Laufbahn
Unter ihrem Mädchennamen Birgit Schlung nahm sie 1984 an der Juniorinnen-Europameisterschaft in Spanien teil und war im Turnierverlauf mit 12 Punkten je Einsatz drittbeste Korbschützin der bundesdeutschen Auswahl. Später bestritt sie zwischen Juli 1985 und Juni 1995 insgesamt 130 A-Länderspiele für Deutschland und war zeitweilig Spielführerin der Auswahl des Deutschen Basketball-Bundes. Bei der EM 1995 kam sie in fünf Spielen zum Einsatz und erzielte 3,8 Punkte je Begegnung.
Auf Vereinsebene spielte die wegen ihrer Vielseitigkeit gerühmte Plescher für die DJK Aschaffenburg, mit der sie 1987 in die Damen-Basketball-Bundesliga aufstieg. Später wechselte sie zu Agon Düsseldorf, dem deutschen Serienmeister der 1980er und frühen 1990er Jahre, und spielte dann für BTV Wuppertal. Plescher gewann fünfmal die deutsche Meisterschaft.
Nach ihrer Leistungssportkarriere übte die mit Wolfgang Plescher (ehemaliger Arzt der deutschen Damen-Nationalmannschaft sowie von BTV Wuppertal) verheiratete Basketballerin ihre  Sportart weiterhin aus und gewann unter anderem 2018 mit der deutschen Auswahl die Europameisterschaft in der Altersklasse Ü50.
Ihr Sohn Moritz Plescher schlug ebenfalls eine Leistungsbasketballkarriere ein. Als Trainerin, unter anderem bei der Velberter SG und Mettmann Sport sowie als Assistenztrainerin beim Westdeutschen Basketball-Verband und Leiterin von Basketballcamps gab sie ihre Erfahrung weiter.